# Szlak Appalachów

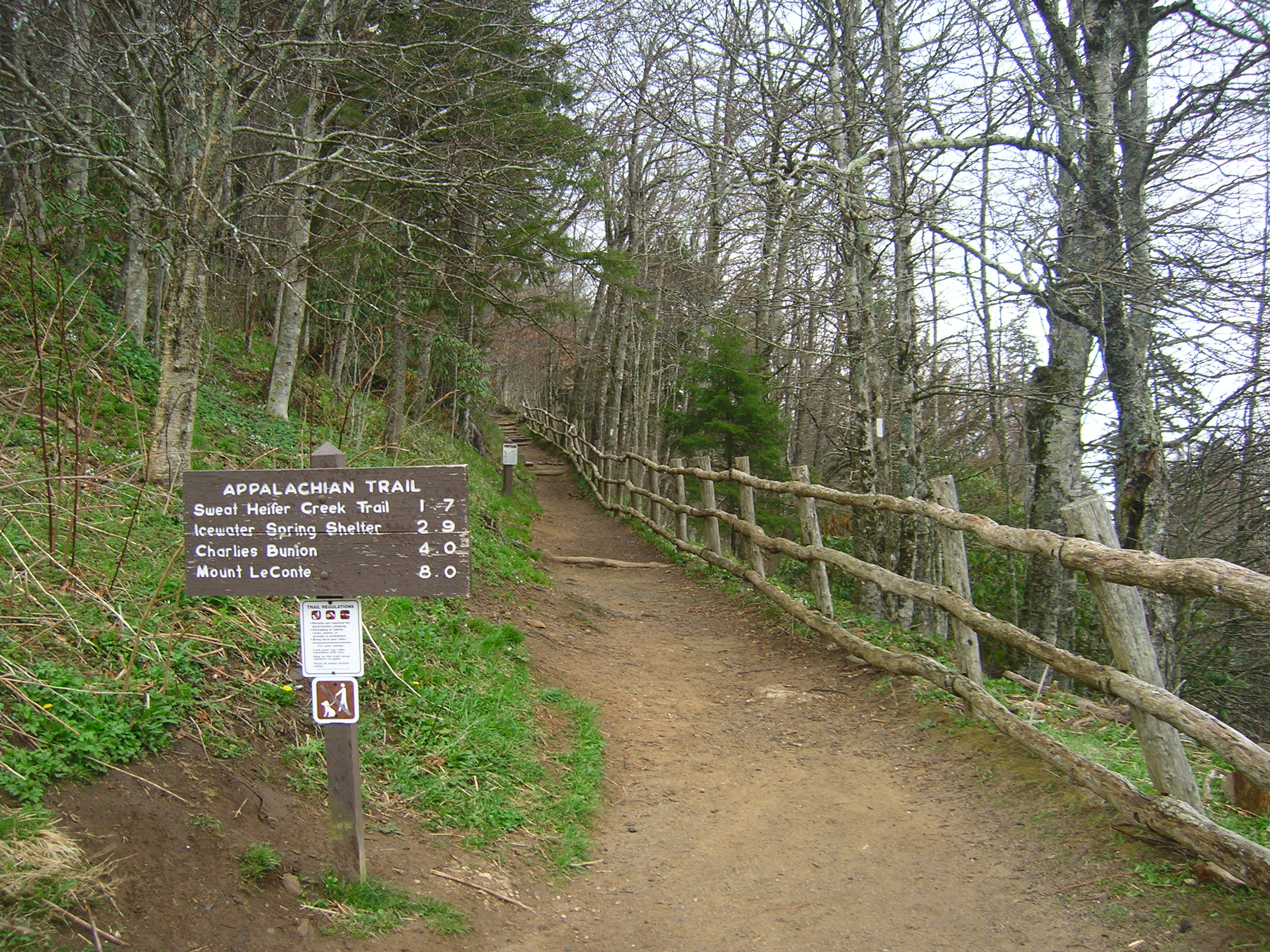
Szlak Appalachów

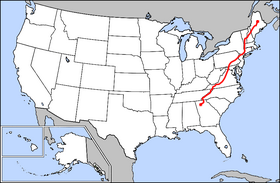
Przebieg szlaku

Szlak Appalachów (pełna nazwa angielska Appalachian National Scenic Trail, w skrócie Appalachian Trail lub po prostu AT) jest pieszym szlakiem turystycznym we wschodniej części Stanów Zjednoczonych, biegnącym wzdłuż amerykańskiej części Appalachów. Dokładna długość szlaku jest trudna do ustalenia, ponieważ jego trasa ulega niekiedy zmianom, ale wynosi ona ponad 2175 mil (3500 km). Szlak rozciąga się od góry Springer Mountain w stanie Georgia na południu do góry Mount Katahdin w stanie Maine na północy. Pomiędzy Georgią (120 km) a Maine (452 km) szlak wiedzie również przez następujące stany (z południa na północ): Karolina Północna (142 km), Tennessee (472 km), Wirginia (885 km), Wirginia Zachodnia (6 km), Maryland (66 km), Pensylwania (369 km), New Jersey (116 km), New York (142 km), Connecticut (84 km), Massachusetts (145 km), Vermont (241 km) i New Hampshire (259 km).
Szlak powstał w latach 20. i 30. XX wieku. Gdy w 1968 roku Kongres Stanów Zjednoczonych ustanowił tzw. Narodowy System Szlaków (ang. National Trails System), szlak Appalachów został włączony do systemu jako jeden z dwóch pierwszych szlaków.

## W kulturze
Szlakiem zainteresował się zamieszkały w stanie Maine pisarz Bill Bryson – w latach 90. XX w. przeszedł znaczną część trasy pieszo. Swą przygodę opisał w książce Piknik z niedźwiedziami (1998), na bazie której powstał tak samo zatytułowany film z Robertem Redfordem (2015).